# Cardiopelma mascatum
Cardiopelma mascatum is een spinnensoort in de taxonomische indeling van de vogelspinnen (Theraphosidae).
Het dier behoort tot het geslacht Cardiopelma. De wetenschappelijke naam van de soort werd voor het eerst geldig gepubliceerd in 1999 door Vol.